# Асари (остановочный пункт)
А́сари (латыш. Asari) — остановочный пункт (бывшая станция) в Юрмале на электрифицированной железнодорожной линии Торнякалнс — Тукумс II, ранее являвшейся частью Риго-Орловской железной дороги. Здание — памятник архитектуры государственного значения.

## История
Станция Асари (первоначальное название — Ассерн) была открыта в 1877 году, в числе первых станций только что отстроенной железной дороги, связавшей Ригу с побережьем Рижского залива.
Техническое оснащение станции на момент открытия составило: типовое здание вокзала, пять стрелок, два перрона. Были оборудованы рампа и поворотный круг.
В 1919 году появилось нынешнее название, некоторое время (с 1927 по 1938 год) — называлась Асари-I.
Во время Первой мировой войны здание сгорело, в 1926 году по проекту архитектора Петра Феддерса было построено новое вокзальное здание, в целом сохранившееся до наших дней.
На остановочном пункте располагались пути для погрузки и разгрузки грузовых составов, ныне демонтированные.
В конце 2015 — начале 2016 гг. проведена реконструкция остановочного пункта (замена низких перронов на средние, высотой 550 мм над головкой рельса, установка информационных табло и видеонаблюдения).

## Галерея

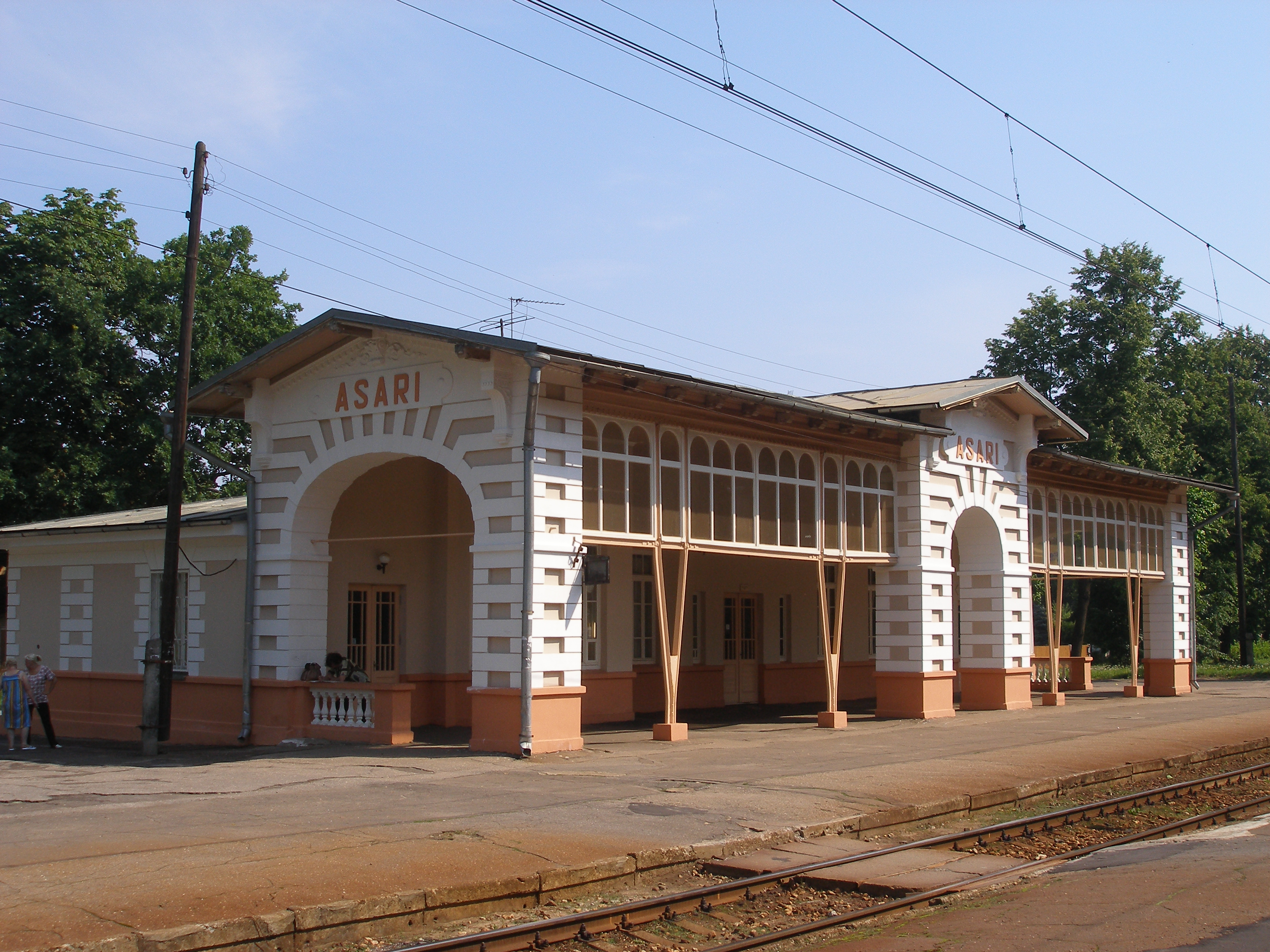
Пассажирское здание (июль 2011 г.)
Общий вид (май 2016 г.)